# Casa Rossa Ximenes
La Casa Rossa Ximenes è un edificio situato a Castiglione della Pescaia. La sua posizione è a est del centro abitato, all'estremità occidentale dell'area palustre della riserva naturale Diaccia Botrona.

## Storia
La "fabbrica delle cataratte", poi nota come Casa Rossa Ximenes, è un edificio progettato e costruito dall'ingegnere e matematico gesuita Leonardo Ximenes nel 1765, durante i lavori di bonifica della Maremma grossetana, su incarico del granduca di Toscana Pietro Leopoldo di Lorena. Il complesso aveva il compito di controllare il flusso delle acque tra la vasta area palustre del lago di Castiglione (l'antico lago Prile) e il mar Tirreno, in quanto era creduto che la malaria fosse dovuta ai miasmi esalati dal malsano mescolamento dell'acqua dolce della palude con quella salata del mare.

## Descrizione

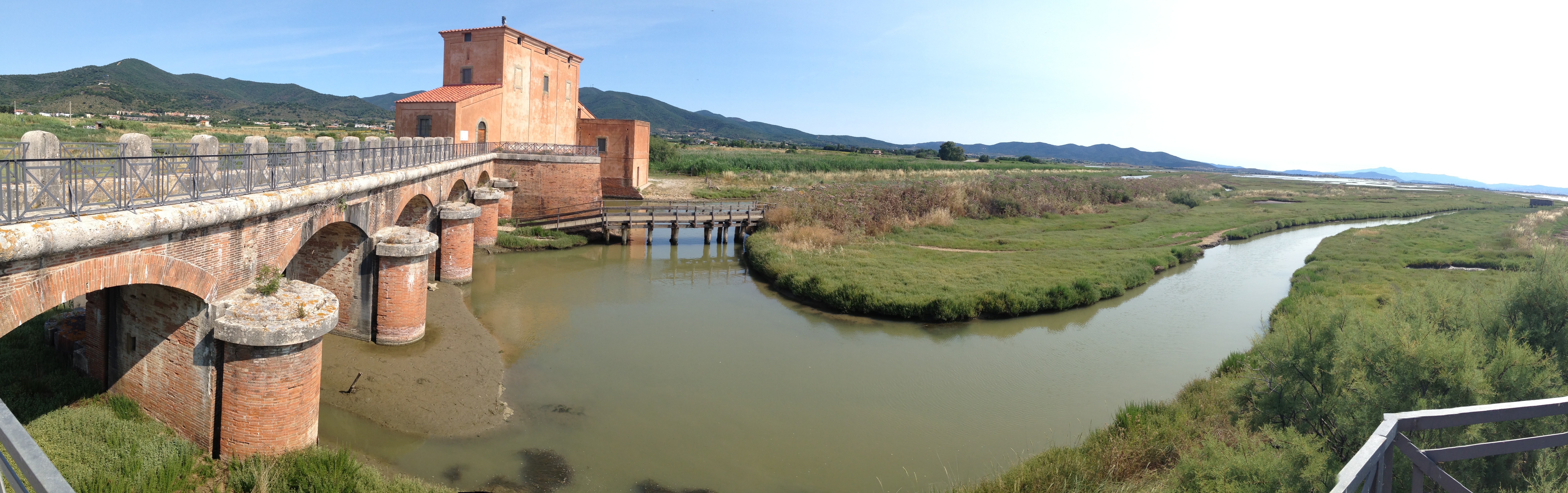
Panoramica del lato est della Casa Rossa.

La Casa Rossa Ximenes si presenta come un caratteristico complesso architettonico costituito da un corpo di fabbrica principale che poggia su una struttura a tre arcate, sotto la quale passano le acque che dalla Diaccia Botrona tendono a defluire verso il mare. Il corpo di fabbrica principale, che si articola su due livelli, è addossato su ciascun lato ad un altro corpo di fabbrica.
Sui due livelli del corpo di fabbrica principale si aprono una serie di finestre di forma quadrangolare, ciascuna delle quali è separata da quella attigua da una lesena che attraversa verticalmente l'intera facciata; sui corpi di fabbrica laterali che presentano un livello in meno vi è soltanto una finestra tamponata.
Dal lato meridionale del complesso origina un ponte a cinque ordini di arcate che unisce l'area del complesso architettonico alla zona palustre prospiciente.
Sotto il corpo principale del fabbricato vi è il sistema di cateratte ideato da Leonardo Ximenes per permettere di controllare il flusso delle acque.
All'interno del complesso architettonico è ospitato il Museo multimediale della Casa Rossa Ximenes.

## Nella cultura contemporanea
- Il complesso è servito da location per un episodio del film del 2011 Manuale d'amore 3.[2]

- Nel secondo episodio dello sceneggiato Rai Ritratto di donna velata, del 1975, Nino Castelnuovo incontra proprio all'interno della Casa Rossa, un vecchio chiamato "Il Nebbia" che gli dà indicazioni sul mistero etrusco.[3]